# Bataille du Rancho Dominguez
Guerre américano-mexicaine
Batailles
Opérations le long du Río Grande
- Fort Texas
- Palo Alto
- Resaca de la Palma

La révolte de Taos
- Cañada
- Mora
- Embudo Pass
- Pueblo de Taos

Conquête de la Californie
m
- Révolte du drapeau à l'ours
- Sonoma
- Olómpali
- Monterey
- Yerba Buena
- San Diego
- Santa Barbara
- Los Angeles
- Chino
- Rancho Domínguez
- Natividad
- San Pasqual
- Santa Clara
- Río San Gabriel
- La Mesa
- Traité de Cahuenga

Campagne du Nord de Taylor
- Monterrey
- Buena Vista

Campagne de Scott
- Veracruz
- Cerro Gordo
- Contreras
- Churubusco
- Molino del Rey
- Chapultepec
- Mexico

Siège de Puebla
- Siège de Puebla
- Bataille de Huamantla

Campagne de la côte Pacifique
- Guaymas
- Mulege
- Punta Sombrero
- Mazatlán
- La Paz
- Palos Prietos et Urias
- San José del Cabo
- Siège de La Paz
- Affaire à Guaymas
- San Blas
- Manzanillo
- San José del Cabo
- Cochorio
- Bocachicacampo
- Todos Santos

La bataille du Rancho Dominguez se déroule le 8 octobre 1846 en Californie durant la guerre américano-mexicaine. Elle a lieu à Dominguez Hills, près de Los Angeles, et y participent 203 Américains et environ 50 Mexicains.
Elles se passe sur le site du rancho de Manuel Dominguez, le Rancho San Pedro.

## Sources
- (en) Cet article est partiellement ou en totalité issu de l’article de Wikipédia en anglais intitulé « Battle of Dominguez Rancho » (voir la liste des auteurs).

- (es) Cet article est partiellement ou en totalité issu de l’article de Wikipédia en espagnol intitulé « Batalla del Rancho Domínguez » (voir la liste des auteurs).